# Villa Bastías
Villa Bastías es una localidad y distrito en el departamento Tupungato de la provincia de Mendoza, Argentina. 
Se encuentra sobre la Ruta Provincial 29, 2 km al norte del centro de la ciudad de Tupungato, con la cual se halla conurbada. Al norte del distrito se destaca la población del Barrio Belgrano Norte.
La zona produce principalmente vid, manzano, cerezo y nogales.
En 2011 se inauguró un centro para estudio de carreras de grado. En 2005 se anunció el reemplazo total de la red de distribución de agua.